# Nephroselmidaceae
Nephroselmidaceae é uma família de algas verdes, a única família da ordem monotípico Nephroselmidales e da classe monotípica Nephrophyceae da divisão Chlorophyta.